# Iotyrris cingulifera
Iotyrris cingulifera là một loài ốc biển, là động vật thân mềm chân bụng sống ở biển trong họ Turridae.

## Phân bố
This marine species occurs ở Aldabra, Madagascar, vùng bể Mascarene, Mauritius, Biển Đỏ và Tanzania

## Hình ảnh

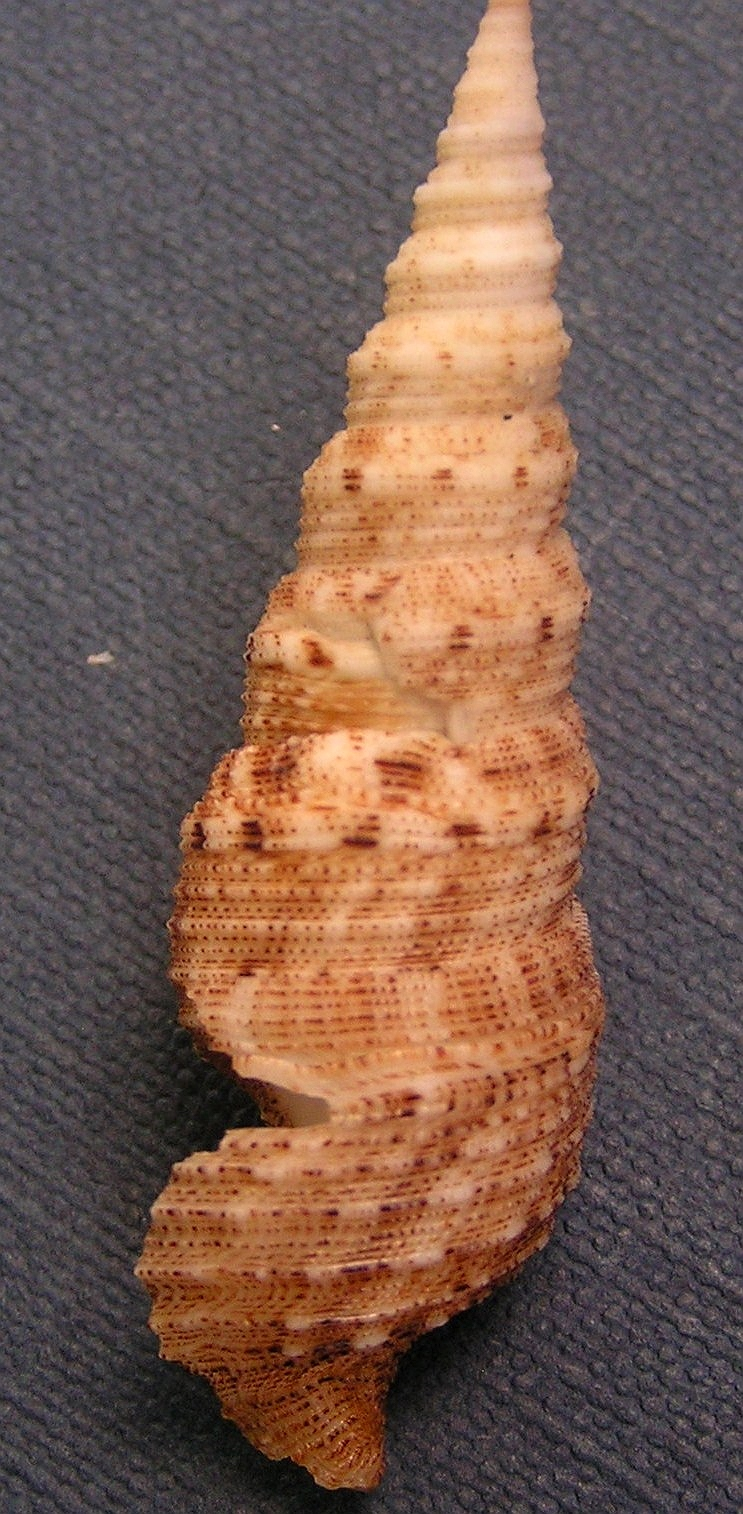